# Vera Borisovna Pak
Vera Borisovna Pak (ouzbek : Вера Борисовна Пак,13 novembre 1938 - 26 octobre 2018) est une pédagogue, une femme d'État et une personnalité publique ouzbèke. Elle est sénatrice de l'Oliy Majlis (2005-2010), directrice de l'orphelinat n° 20 de Khiva, et reçoit les prix Héros de l'Ouzbékistan et Travailleur honoré de l'éducation publique de la République d'Ouzbékistan.

## Biographie
Vera Pak est née le 13 novembre 1938 dans la région de Kungrad de l'ASSR de Karakalpak. Après avoir obtenu son diplôme à l'Institut pédagogique d'État de Karakalpak (aujourd'hui Institut pédagogique d'État de Nukus, nommé d'après Ajiniyaz) en 1961, Pak a travaillé à l'école secondaire n° 3 de Khiva.

## Carrière
De 1984 à 1985, Pak est inspectrice de la formation professionnelle au département de l'éducation publique de la ville de Khiva. En 1985, elle est nommée directrice de l'orphelinat n° 20 de Khiva, poste qu'elle occupe jusqu'à sa mort.
Pak a été élue à plusieurs reprises membre du Comité des femmes d'Ouzbékistan, membre du Conseil républicain du Parti démocratique du peuple d'Ouzbékistan et députée des Kengash des députés du peuple de la région et de la ville.
En 2005, Mme Pak a été élue sénatrice du Parlement de l'Ouzbékistan (Oliy Majlis). En tant que sénatrice, elle a été membre du groupe de l'Oliy Majlis pour la coopération avec l'Assemblée nationale de la République de Corée. Pak était députée du district de Khiva Kengash des députés du peuple.
Vera Pak est décédée le 26 octobre 2018.

## Prix et distinctions
En 1992, Pak s'est vu décerner le titre de travailleur honoré de l'éducation publique de la République d'Ouzbékistan et, en 2001, le titre de héros de l'Ouzbékistan.